# Buchin

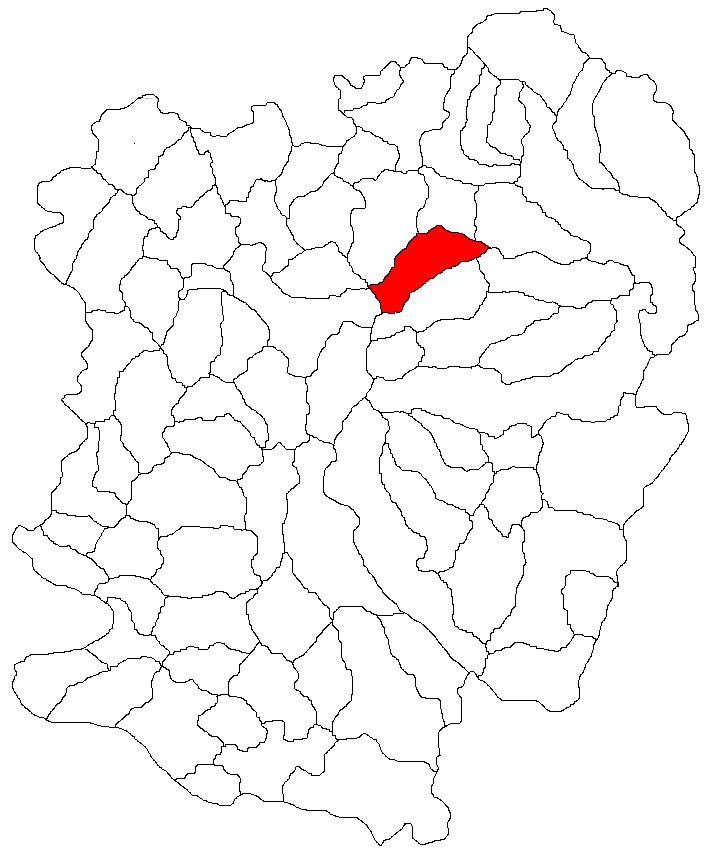
Lage der Gemeinde Buchin im Kreis Caraș-Severin

Buchin (deutsch Krumpendorf, ungarisch Bőkény, Buttiny, Bukin, Buchini) ist eine Gemeinde im Banater Bergland, im Kreis Caraș-Severin, am Fuße des Semenic-Gebirges, in Rumänien. Zur Gemeinde Buchin gehören die Dörfer Lindenfeld, Poiana, Prisian und Valea Timișului.

## Lage
Buchin liegt an der Europastraße E70, im Osten des Kreises Caraș-Severin, 5,7 Kilometer südlich von Caransebeș und 48 Kilometer östlich der Kreishauptstadt Reșița.

## Nachbarorte
| Târnova | Ohăbița                                     | Caransebeș    |
| Reșița  | Kompassrose, die auf Nachbargemeinden zeigt | Aninoasa      |
| Văliug  | Gărâna                                      | Slatina Timiș |

## Geschichte
Der Ort wurde 1411 erstmals urkundlich erwähnt, als das Gut Bekeny von König Sigismund der Familie Macskasy als Schenkung übertragen wurde. Ende des 15. Jahrhunderts (1489) schenkte König Matthias Corvinus das Gut an Ladislaus Fiath zum Lohn für gute Dienste. Im Laufe der Zeit erscheint der Ort in verschiedenen Urkunden auch unter den Bezeichnungen Beken, Bukin, Bwken, Bwkyn und Bwkinz.
Bis 1526 gehörte die Siedlung zum Königreich Ungarn.
Während der osmanischen Herrschaft (1526–1718) gehörte sie zum Vilâyet Timișoara.
Von 1718 bis 1778 war die Ortschaft Teil der Habsburger Krondomäne Temescher Banat. Die amtliche Ortsbezeichnung war Krumpendorf.
1778 wurde das Banat von der Kaiserin Maria Theresia dem Königreich Ungarn zugesprochen. Von 1849 bis 1860 war es Teil eines eigenständigen Kronlandes der Woiwodschaft Serbien und Temescher Banat. Nach dem Österreichisch-Ungarischen Ausgleich (1867) wurde das Banat dem Königreich Ungarn innerhalb der Doppelmonarchie Österreich-Ungarn angegliedert.
Im ersten Jahrzehnt des 20. Jahrhunderts fand das Gesetz zur Magyarisierung der Ortsnamen (Ga. 4/1898) Anwendung, einschließlich der Magyarisierung aller Toponyme auf Kartenwerken, Grundbuchauszügen und Stadtplänen. Die amtliche Ortsbezeichnung war Bőkény. Die ungarischen Ortsbezeichnungen blieben bis zur Verwaltungsreform von 1923 im Königreich Rumänien gültig, als die rumänischen Ortsbezeichnungen eingeführt wurden.
Der Vertrag von Trianon am 4. Juni 1920 hatte die Dreiteilung des Banats zur Folge, wodurch Buchin an das Königreich Rumänien fiel.

## Demografie
Die Einwohnerzahlen der Gemeinde Buchin, einschließlich der dazugehörenden Dörfer:
| 1880 | 2960 | 2785 | 11 | 163 | 1            |
| 1890 | 3197 | 2933 | 7  | 242 | 15           |
| 1910 | 3821 | 3482 | 43 | 251 | 45           |
| 1930 | 3608 | 3134 | 10 | 322 | 142          |
| 1941 | 3534 | 3214 | 3  | 311 | 6            |
| 1977 | 2975 | 2864 | -  | 84  | 27           |
| 1992 | 2319 | 2268 | 4  | 9   | 38           |
| 2002 | 2147 | 2123 | 3  | 3   | 18           |
| 2011 | 2039 | 1909 | -  | -   | 130          |
| 2021 | 1594 | 1335 | 2  | 4   | 253 (5 Roma) |